# Grofje Zutphenski
Naziv grofa Zutphenskega je zgodovinsko pripadal vladarju nizozemske province Gelderland (Zutphen je bilo eno večjih mest v provinci v srednjem veku). Linija grofov Zutphen je izumrla v 12. stoletju in naslov je po dedovanju prešel na grofe Gelderske, ki so bili 1339 povzdignjeni v vojvode. Po Gelderških vojnah sta bila tako Gelders kot Zupthen pripojena k Španski Nizozemski, dokler Gelderland ni postal ena od provinc, ki se je uprla in ustanovila Združene province.

## Gospodje Zutphenski
- 920–998/1001: Megingoz Gelderski († okoli. 998/1001)
poročen z Gerbergo Lotarinško
- 1002–1025: Oton I. Hamerštajnski († 1036), grof Hamalandski, sin Herberta, grofa iz Kinziggaua, in Ermentrude, hčere Mégingoza in Gerberge
poročen z Ermengardo iz Verduna
- 1025–1031: Luidolf Lotarinški († 1031)
poročen leta 1025 z Matildo Hamerštajnsko, hčerko predhodnika
- 1031–1033: Henrik I. Starejši († 1118), sin predhodnika
- 1033–1042: Konrad I. († 1055), vojvoda Bavarski (Konrad II. ) od 1049 do 1053, brat predhodnika
poročen z Judito Schweinfurtsko († 1106)
- 1042–1044: Gotelon I. Verdunski, vojvoda Gornje-Lotaringije, brat Ermengarde Verdunske.
- 1044–1046: Godefrid II., vojvoda Gornje-Lotaringije, sin predhodnika
- 1046–1063: Gotšalk iz Twente († 1063)
poročen z Adélajdo, sestro Konrada I.
- 1062–1101: Oton II. Bogati († 1113), sin predhodnika

Rodbina Zutphenskih nastane leta 1018, ko Oton I. Hamerštajnski postane prvi gospod posesti Zutphena. Leta 1046 je nemški cesar Henrik III. podaril grofijo Zutphena škofu Bernoldu iz Utrechta. Gospodarji Zutphena tega darila ne prepoznajo, kar vodi v nekaj zmede glede tega, kdo je dejansko lastnik Zutphena.
- (1018–1025) Oton I. Hamerštajnski
- (1025–1031) Luidolf Lotarinški Ezzonec, prejme Zutphen, ko se poroči z Matildo, hčerko Otona Hamerštajnskega, gospoda Zutphenskega

Po Ludolfovi smrti je možno, da je bil Zutphen vedno namenjen Adelajdi Zutphenski. Posest preide njenemu možu Gottschalku.
- (1046–1063) Gotšalk Zutphenski, gospod Zutphenski preko njegove poroke z Adelajdo Zutphensko, hčerko Luidolfa in Matilde
- 1063–1101: Oton II. Bogati († 1113) gospod Zutphenski od 1063 do 1101, ko je povzdignjen v grofa Zutphenskega.

## Grofje Zutphenski
- 1101-1113: Oton II. Zutphenski - Bogati († 1113) leta 1101 postal grof Zutphenski; poročen z Judito Arnsteinsko
- 1113-1118:  Henrik I. Zutphenski - starejši († 1118), sin predhodnika
- 1118-1131: Ermengarda Zutphenska († 1138), sestra predhodnika, poročena:

1. Gerhard II. Gelderski († 1131), grof Gelderski in Wassenberški
2. Konrad II. Luksemburški († 1136), grof Luksemburški

- 1131-1178: Henrik III.Zutphenski († 1182), grof Gelderski in Zutphenski